# Marià de Delàs i de Foxà
Marià de Delàs i de Foxà   (Girona, 26 d'octubre de 1837 - Barcelona, 6 de juliol de 1912) fou un noble català, IV baró de Vilagaià.

## Biografia
Era fill de Francesc de Paula de Delàs i de Jalpí (1806-1890), III baró de Vilagaià, i de Concepció de Foxà i de Bassols.
Plenament compromès en la causa carlina, durant la tercera guerra civil va cooperar amb totes les seves forces a la lluita legitimista, per la qual cosa l'Estat espanyol va embargar tots els seus béns. En acabar la guerra, va haver d'emigrar a França i es refugià a Tolouse amb el seu íntim amic Erasme de Janer.
Com a aficionat a la literatura i a la ciència, fou el protector de la gran Biblioteca Patria i va traduir al castellà diverses obres científiques, especialment d'homeopatia.
Era una de les figures més destacades del camp polític tradicionalista català. Va ser tresorer de la Junta regional, president de diverses entitats tradicionalistes, entre elles La Flor de Lis, i va cooperar en nombroses accions i campanyes de propaganda. Fou un dels patrocinadors del diari carlí El Correo Catalán. Va figurar en moltes associacions de caràcter religiós. Pertanyia al Tercer Orde Regular de Sant Francesc i era congregant de Nostra Senyora dels Dolors. En les Conferències de Sant Vicenç de Paül es va distingir per les seves obres de caritat. També va pertànyer a Junta de caritat del Sant Hospital del Nen Déu.
Poc abans de morir, va apadrinar, amb la seva filla, la bandera del Círcol Tradicionalista de Sant Feliu de Llobregat, i quan El Correo Catalán va inaugurar la seva nova rotativa, el baró de Vilagaià va fer acte de presència en tots els festejos.
L'any 1912 encarregà a l'arquitecte modernista Joan Rubió i Bellver la construcció a Ripoll de la capella Sant Miquel de la Roqueta, que no va arribar a veure acabada.
Era cavaller maestrant de la Real Maestranza de Caballería de Ronda i va rebre del pretendent Don Carles diverses distincions.